# Благословение солнца

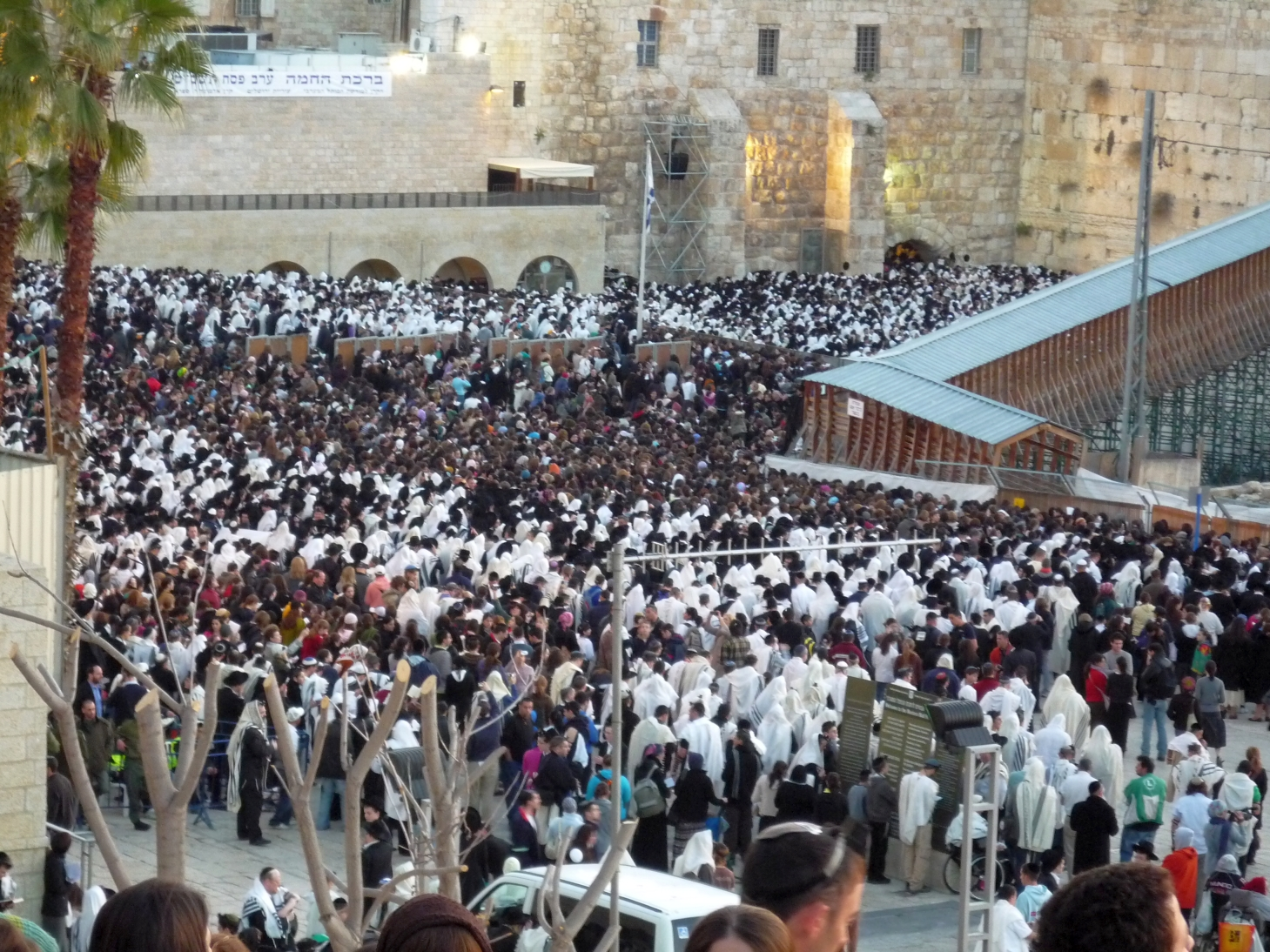
Обряд благословения солнца у Стены плача, Иерусалим, 8 апреля 2009

Благословение солнца (ивр. ברכת החמה‎ биркат ха-хама) — благословение в иудаизме, выражающее благодарность Творцу за сотворение светила и произносимое 1 раз в 28 лет утром после восхода солнца, номинально вернувшегося после 28 годовых циклов в ту же точку на небе в то же время и тот же день недели, что и при сотворении мира.

## Вычисление даты
Согласно Библии солнце и другие светила были сотворены в четвёртый день творения. С тех пор солнце заняло своё место на небосклоне по отношению к звёздам. Каждый солнечный год солнце возвращается примерно на то же самое место, однако это происходит в разное время суток, так как длина солнечного года не выражается их целым числом. Впрочем, если принять длину солнечного года за 365 1/4 дней, как в юлианском календаре солнце вернётся в ту же точку и в то же время через каждые 4 солнечных года, однако день недели будет другим. Лишь каждые 28 солнечных лет солнце окажется в той же точке в то же время и в тот же день недели.
В Талмуде приведено две версии, когда именно был сотворён мир. По рабби Элиэзеру мир появился в осеннем месяце тишрей, что отражено в литургии еврейского Новолетия (Рош ха-Шана). По рабби Иехошуа мир был сотворён в весеннем месяце нисан — именно эта точка зрения отражена в законе о благословении солнца. Как и большинство благословений оно было введено в Талмуде и было установлено в день весеннего равноденствия в память о сотворении мира, согласно мнению р. Иехошуа.
В иудаизме есть две оценки длины солнечного года. В основном, еврейский календарь использует более точную из двух величину — 365 дней 5 часов 55 минут и 25+25/57 секунд, согласно мнению р. Ада, приведённого у ранних комментаторов Талмуда (ришоним). Тем не менее, в расчете дня благословения солнца принято использовать другой менее точный вариант — 365 дней и 6 часов, приведённый уже в Талмуде по версии Шмуэля. Из-за этого время благословения смещается на 3 дня каждые 400 лет, как и в юлианском календаре по отношению к более точному григорианскому. В настоящее время запаздывание относительно равноденствия составляет 17 дней. Последнее благословение солнца выпало на 8 апреля 2009 года (14 нисана 5769 по еврейскому календарю), то есть, в канун Песаха, что бывает довольно редко. Последующие даты до конца XXI века выпадают тоже на 8 апреля и происходят в годы еврейского календаря, дающие остаток 1 при делении на 28. Они соответствуют григорианским годам 2037, 2065, 2093. Следующий — 9 апреля 2121.

## Законы благословения солнца

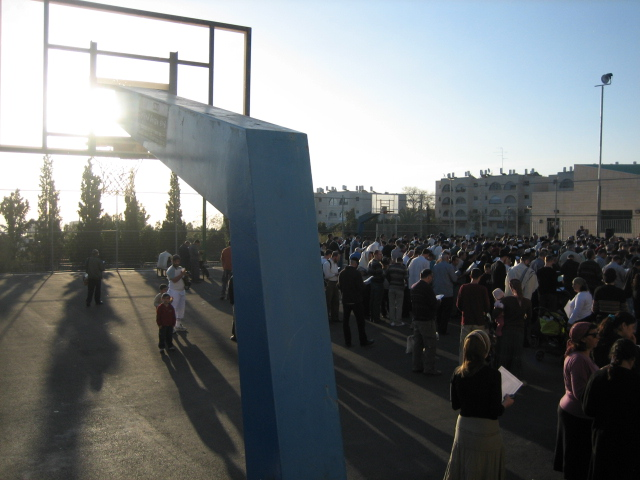
Обряд благословения солнца в Маале-Адумим, Израиль, 8 апреля 2009

Основная часть благословения солнца состоит из того же благословения, что говорят при виде необычных явлений природы, «Благословен Ты, Господи, Боже наш, Царь Вечный, Творящий творение как в самом начале» (ברוך אתה יהוה אלהינו מלך העולם עושה מעשה בראשית‎).
Благословение произносят при виде солнца. Желательно произносить благословение на восходе и при собрании миньяна, но можно и в одиночку также после восхода солнца в течение четверти светового дня, а по некоторым мнениям и до полудня. В сидуре благословению предшествует отрывок из 148-го псалма, а после благословения произносят псалмы 19, 121, 150, отрывок из Талмуда, 67-й псалом, молитвы «Алену» и «Кадиш».